# Pionierskaja (stacja metra w Petersburgu)
Pionierskaja (ros. Пионе́рская) – piąta stacja linii Moskiewsko-Piotrogrodzkiej, znajdującego się w Petersburgu systemu metra.

## Charakterystyka
Stacja Pionierskaja została oficjalnie udostępniona pasażerom 4 listopada 1982 roku i jest ona przykładem stacji metra wzniesionej w typie jednonawowym. Autorami projektu architektonicznego obecnej postaci stacji są: A. S. Gieckin (А. С. Гецкин), W. G. Czechman (В. Г. Чехман), W. N. Szczerbin (В. Н. Щербин) i J. M. Piesockij  (Ю. М. Песоцкий). Wejście do stacji umiejscowione zostało u zbiegu dwóch ważnych arterii komunikacyjnych w tej części Petersburga, prospektu Kołomiażskiego i prospektu Ispytatielej. Według wstępnych planów miała ona nosić nazwę Bogatyrskij prospiekt (Богатырский проспект), od innej ważnej ulicy znajdującej się w pobliżu. Ostatecznie by uczcić sześćdziesiątą rocznicę powstania Organizacji Pionierskiej imienia Włodzimierza Lenina nadano jej nazwę Pionierskaja. W czasie jej budowy władze były zmuszone znacząco ograniczyć ruch transportowy w okolicy, co doprowadziło do utrudnień komunikacyjnych. Tunele przy stacji przebiegają pod jednym z podziemnych kanałów, co prowadzi często do podtopień.
Przed wejściem do stacji znajduje się rzeźba przedstawiającą biegnących dwóch chłopców oraz dziewczynkę. Jeden z nich trzyma w ręku gołębia, a obok dzieci biegnie także źrebak. Rzeźba ta ma symbolizować szczęśliwe dzieciństwo. Wystrój i barwy stacji mają nawiązywać do jej patrona, organizacji pionierskiej. Posadzki wykonane zostały z płyt ciemnego i połyskującego granitu. Ściany torów wyłożone zostały ceramiką, w dolnych partiach o barwie czerwonej, w górnych o barwie białej. Sklepienie jest półkoliste, o pomalowane na biało. Na jednej ze ścian umieszczono dekoracyjne wyobrażenie słońca.
Pioniersakaja położona jest na głębokości 67 metrów. Władze miasta planują zamknięcie stacji w celu przeprowadzenia niezbędnych napraw i rozwiązania problemu podtopień i wód gruntowych. Z uwagi na swoje ważne położenie Pioniersakaja jest jedną ze stacji o najwyższym natężeniu ruchu pasażerskiego w petersburskim systemie metra. Od 2005 roku, wraz z dalszą rozbudową metra, stacja została odciążona i ruch na niej obniżył się. Pociągi kursują na Pionierskajej od godziny 5:46 do godziny 0:35 i w tym czasie jest ona dostępna dla pasażerów.